# Reardan (Washington)
Reardan es un pueblo ubicado en el condado de Lincoln en el estado estadounidense de Washington. En el año 2000 tenía una población de 608 habitantes y una densidad poblacional de 496,2 personas por km².

## Geografía
Reardan se encuentra ubicada en las coordenadas 47°40′9″N 117°52′42″O / 47.66917, -117.87833.

## Demografía
Según la Oficina del Censo en 2000 los ingresos medios por hogar en la localidad eran de $38.750, y los ingresos medios por familia eran $44.167. Los hombres tenían unos ingresos medios de $32.279 frente a los $21.429 para las mujeres. La renta per cápita para la localidad era de $18.610. Alrededor del 7,4% de la población estaban por debajo del umbral de pobreza.